# Liste des vénérables reconnus par Léon XIV
Un futur « saint » de l'Église catholique commence par être déclaré « vénérable » puis « bienheureux ». Une enquête sur la vie du candidat est menée pour savoir s'il a pratiqué les vertus chrétiennes à un degré « héroïque », c'est-à-dire si sa vie a été particulièrement conforme à l'enseignement du Christ et féconde pour les autres.
Dans la procédure de béatification et de canonisation, la reconnaissance de l'« héroïcité des vertus » est la première étape majeure. La personnalité ainsi reconnue devient « vénérable » pour l'Église catholique. Un miracle, étudié par des commissions médicales, vient confirmer le fait que le vénérable est au Ciel parmi les saints. Si le miracle est reconnu authentique, le vénérable est proclamé bienheureux.
À l'heure actuelle, le pape Léon XIV a autorisé la promulgation de décrets reconnaissant les vertus héroïques de 7 candidats à la béatification.

## 2025

### 22 mai 2025
- Alejandro Labaca (1920-1987), évêque et missionnaire espagnol en Équateur, martyr[1]
- Inés Arango (1937-1987), religieuse et missionnaire colombienne en Équateur, martyre[1]
- Matthew Makil (en) (1851-1914), évêque indien de rite syro-malabare[1]

### 20 juin 2025
- Raffaele Mennella (1877-1898), clerc profès de la Missionnaires des Sacrés Cœurs de Jésus et de Marie[2]
- Jean Pozzobon (1904-1985), diacre permanent brésilien, initiateur du Projet Mère pèlerine[2]
- Teresa Tambelli (1884-1964), religieuse italienne, membre des Filles de la charité de saint Vincent de Paul[2]
- Anna Fulgida Bartolacelli (1928-1993), fidèle laïque italienne, membre de l'Association des Ouvriers Silencieux de la Croix[2]